# لوسووکو
لوسووکو (به لاتین: Lusówko) یک روستا در لهستان است که در گمینا تارنووو پودگورنه واقع شده‌است. لوسووکو ۹۰۰ نفر جمعیت دارد.